# Corriente de Irminger

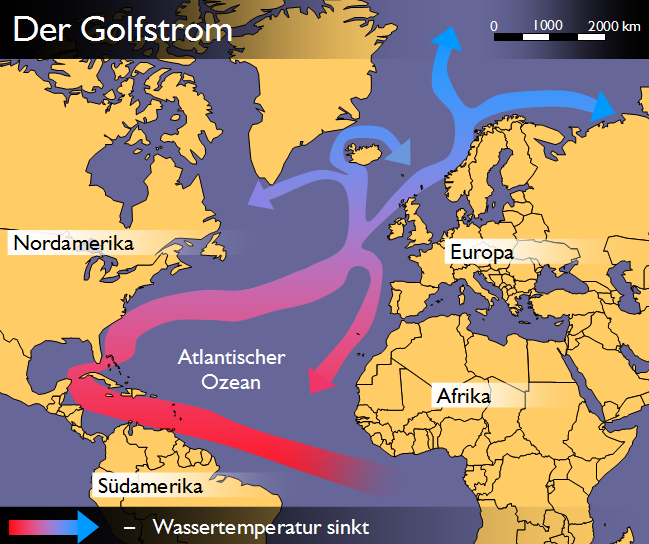
La corriente de Irminger es la prolongación noroeste de la corriente del Golfo.

La corriente de Irminger es una corriente oceánica del atlántico norte dirigida hacia el oeste a lo largo de la costa suroeste de Islandia. Forma parte de la corriente del Golfo, sus aguas son relativamente cálidas en relación con otras aguas en la misma latitud.
Debe su nombre al vicealmirante e hidrógrafo danés Carl Ludvig Christian Irminger (1802-1888) que realizó investigaciones hidrográficas en la zona en 1854.